# Liste des cours d'eau de la Haute-Saône
Pour un article plus général, voir Géographie de la Haute-Saône.

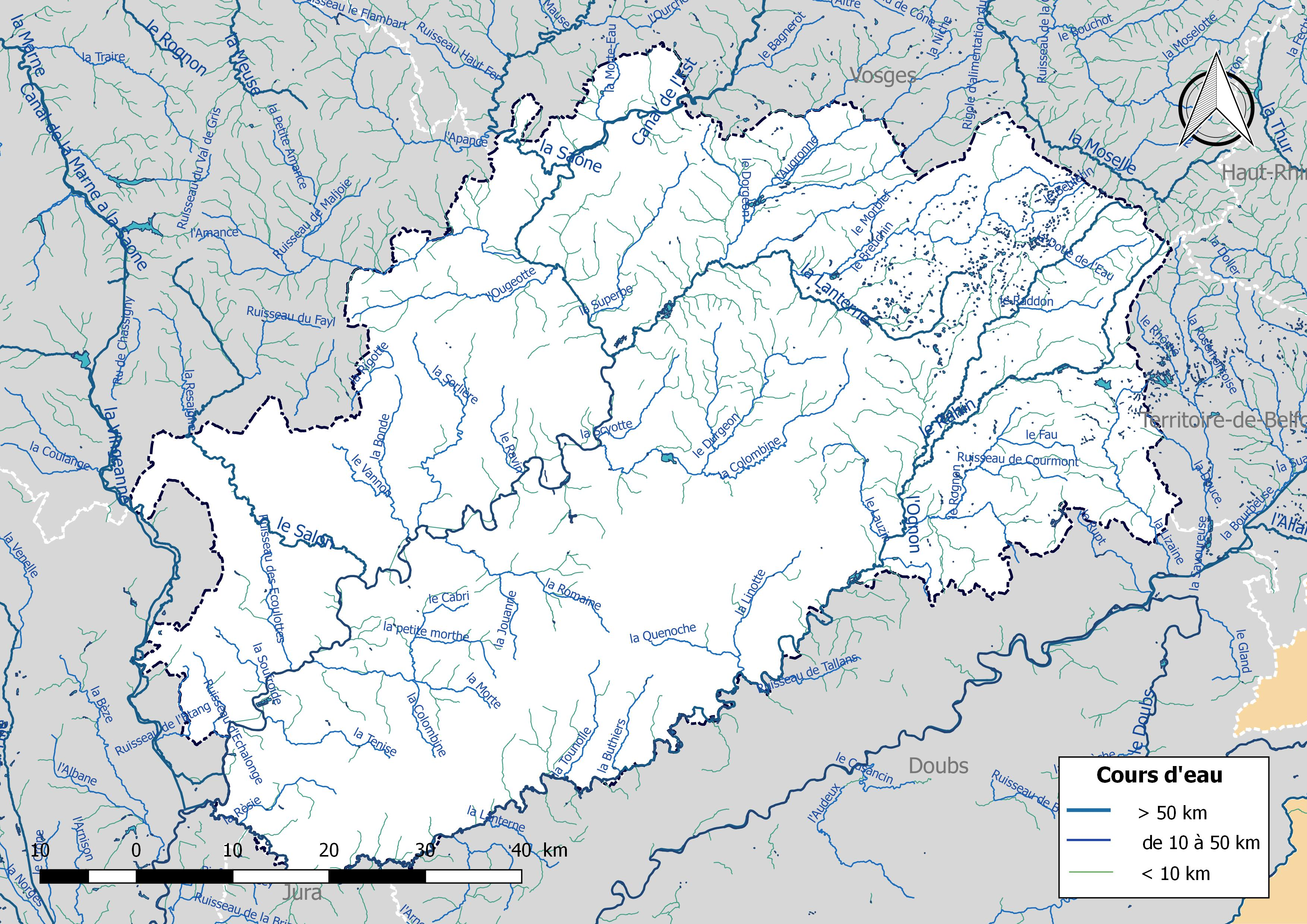
Réseau hydrographique du département de la Haute-Saône.

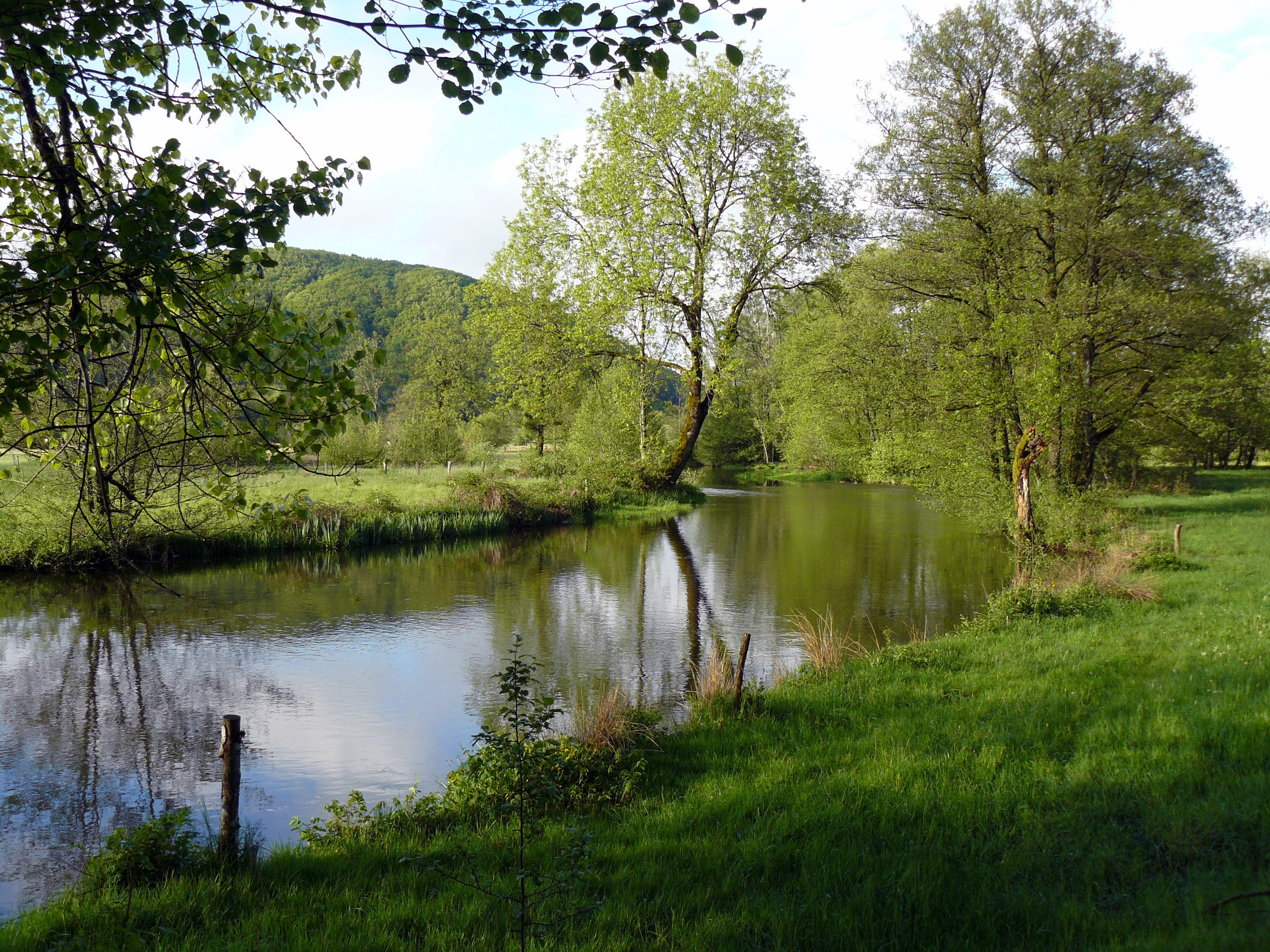
Le Breuchin à La Proiselière-et-Langle.

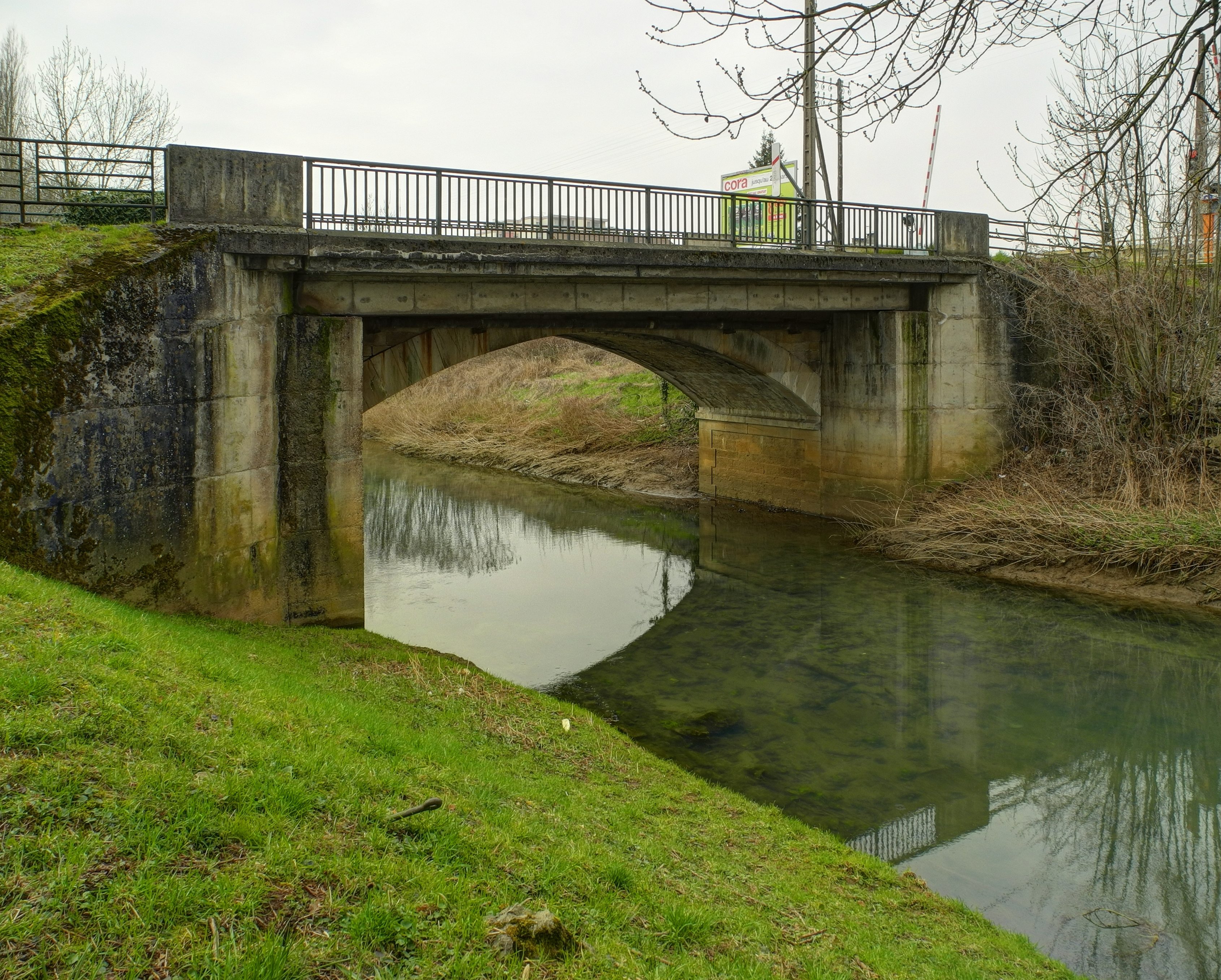
La Colombine (rivière) à Vesoul.

Liste des cours d'eau qui traversent, en partie ou en totalité, le département de la Haute-Saône. La liste présente les cours d'eau, généralement de plus de 10 km de longueur sauf exceptions, par ordre alphabétique, par fleuves et bassin versant, par station hydrologique, puis par organisme gestionnaire ou organisme de bassin. Ces cours d'eau représentent 3 449 km  répartis en 1 397 km de cours d'eau de première catégorie et 2 052 km de cours d'eau de deuxième catégorie.

## Classement par ordre alphabétique

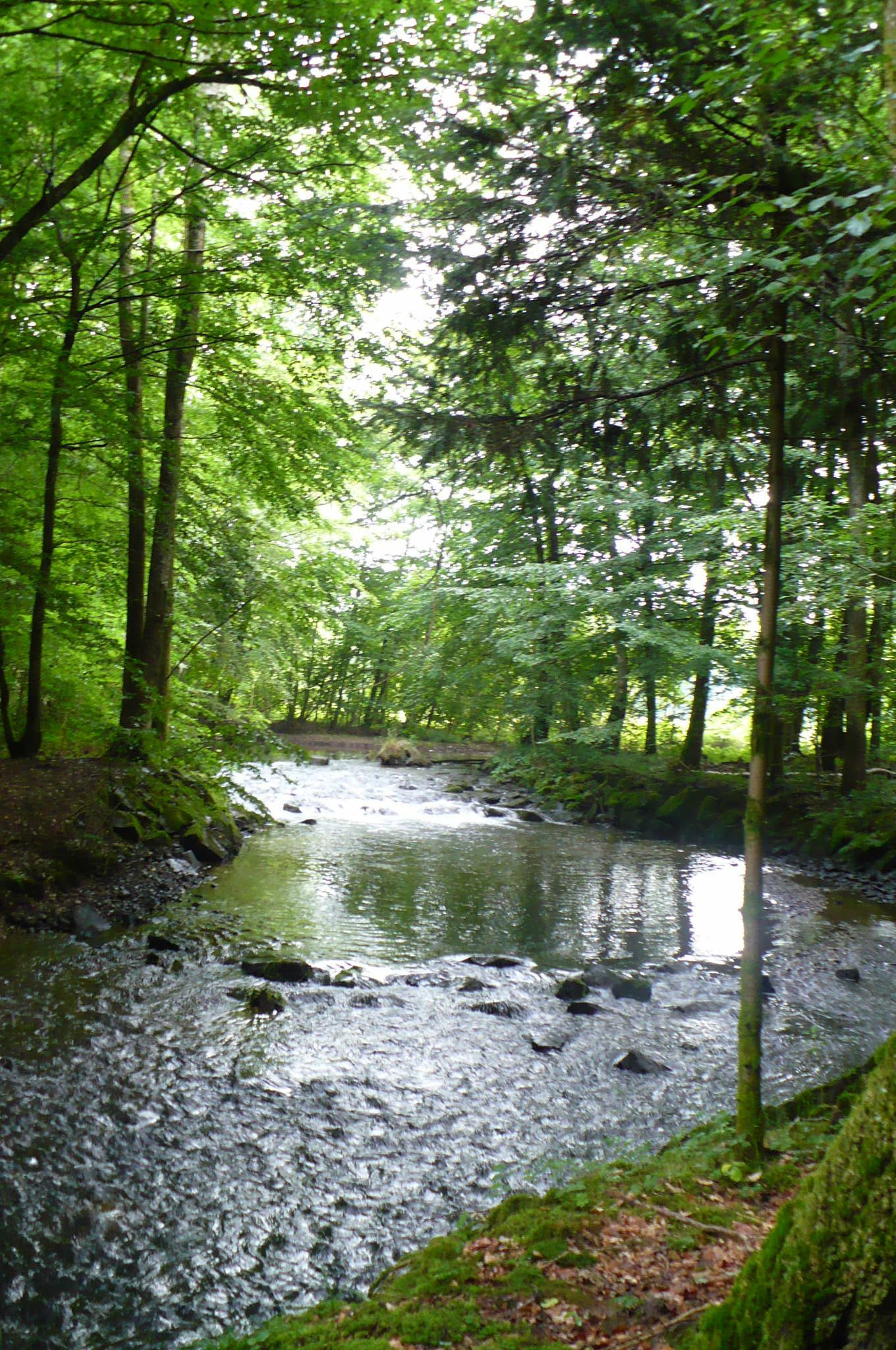
La Combeauté au PK 11,6.

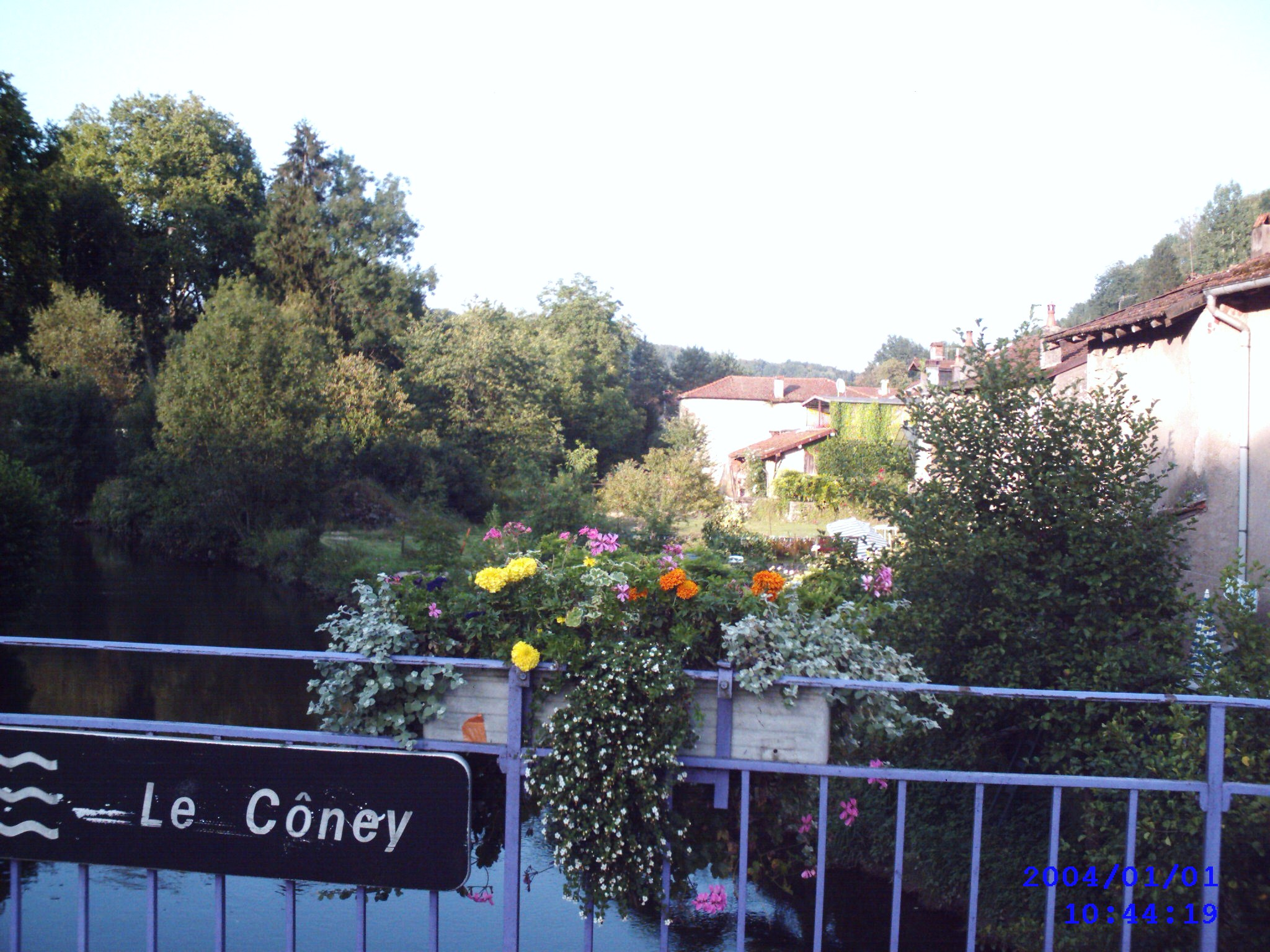
Le Côney à Fontenoy-le-Château.

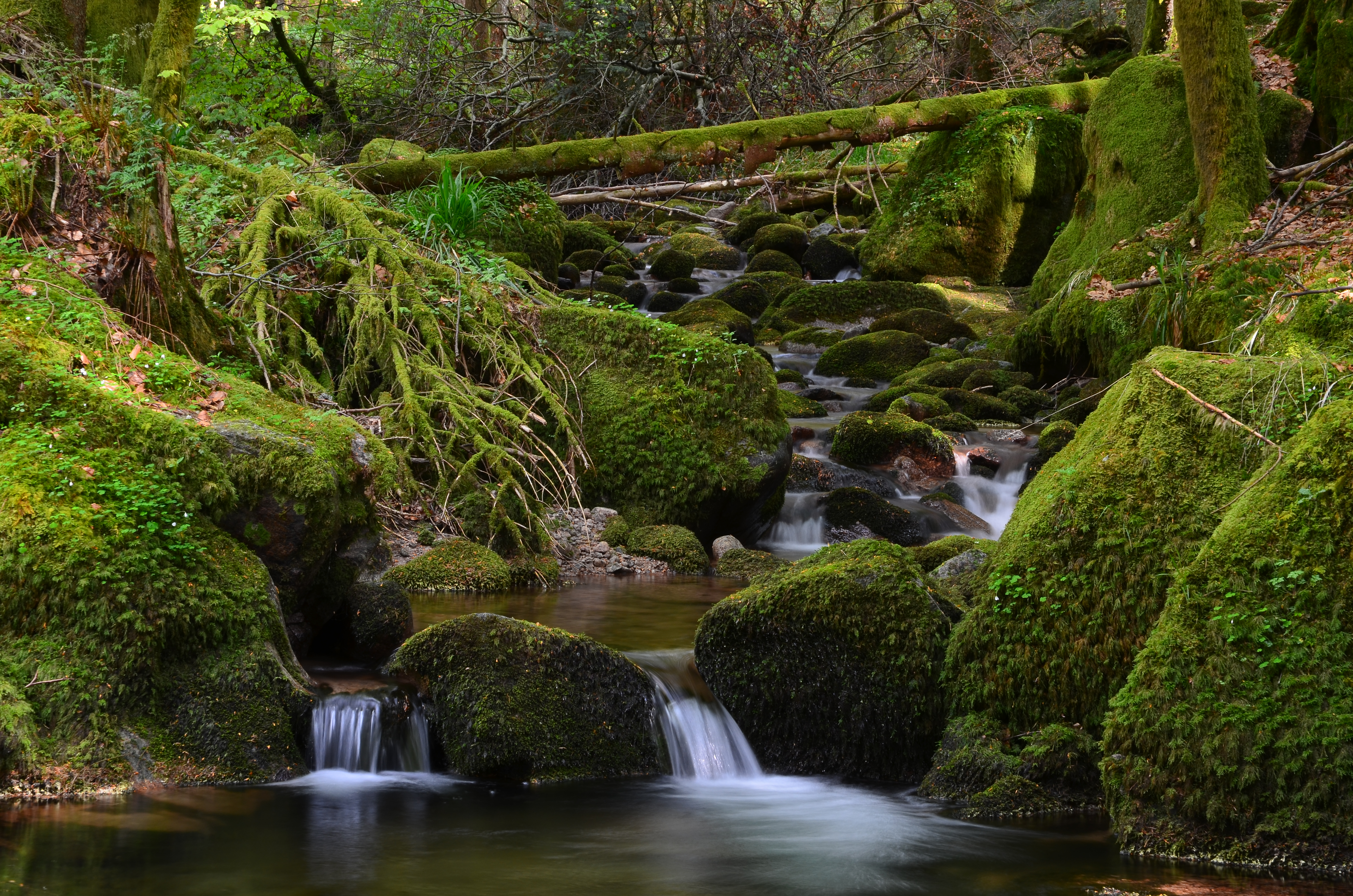
La Doue de l'eau entre la maison forestière de la Verrerie et Miellin.

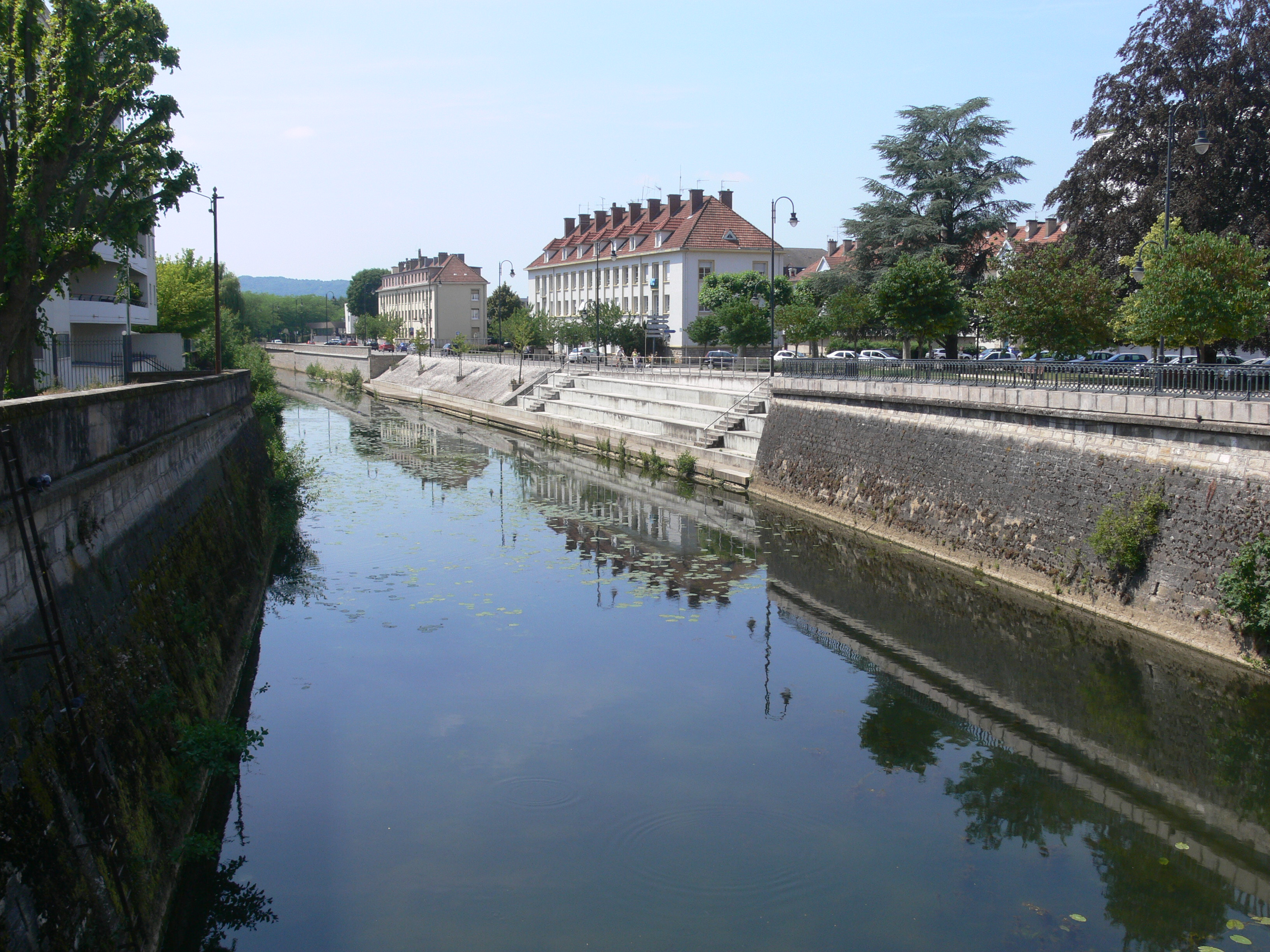
Le Durgeon à Vesoul.

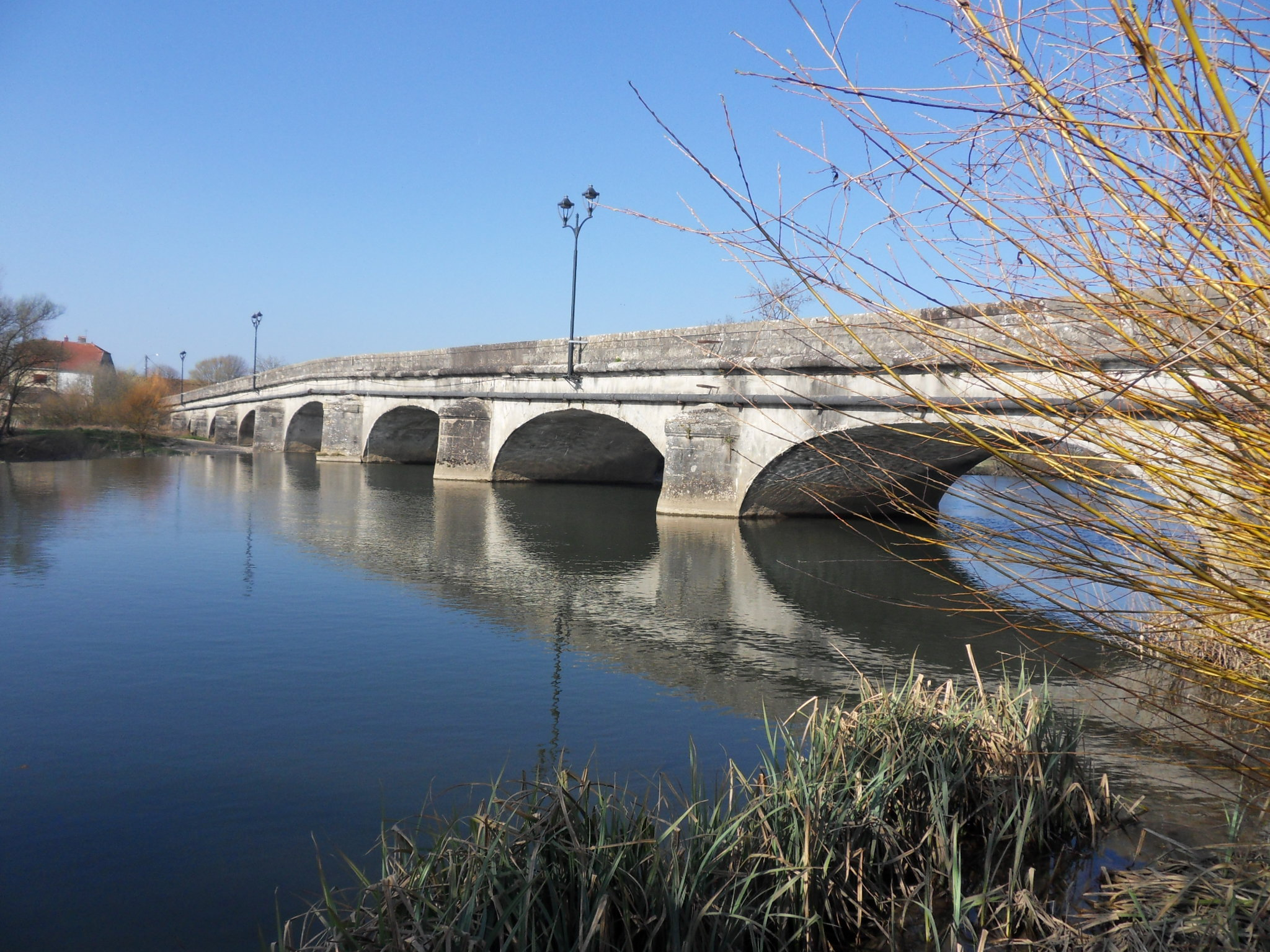
La Lanterne au pont des Bénédictins à Faverney.

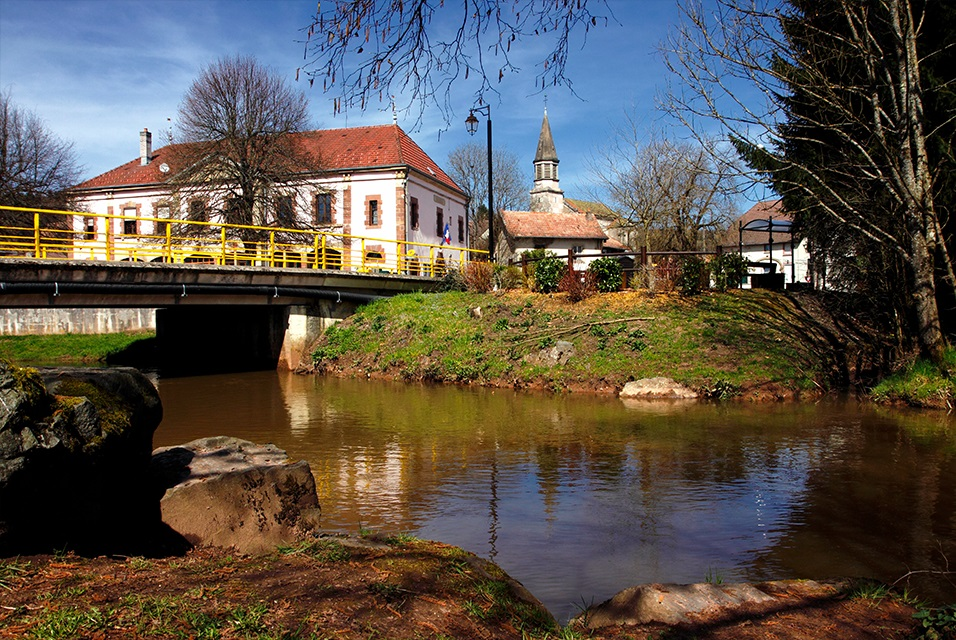
La Lizaine à Chagey.

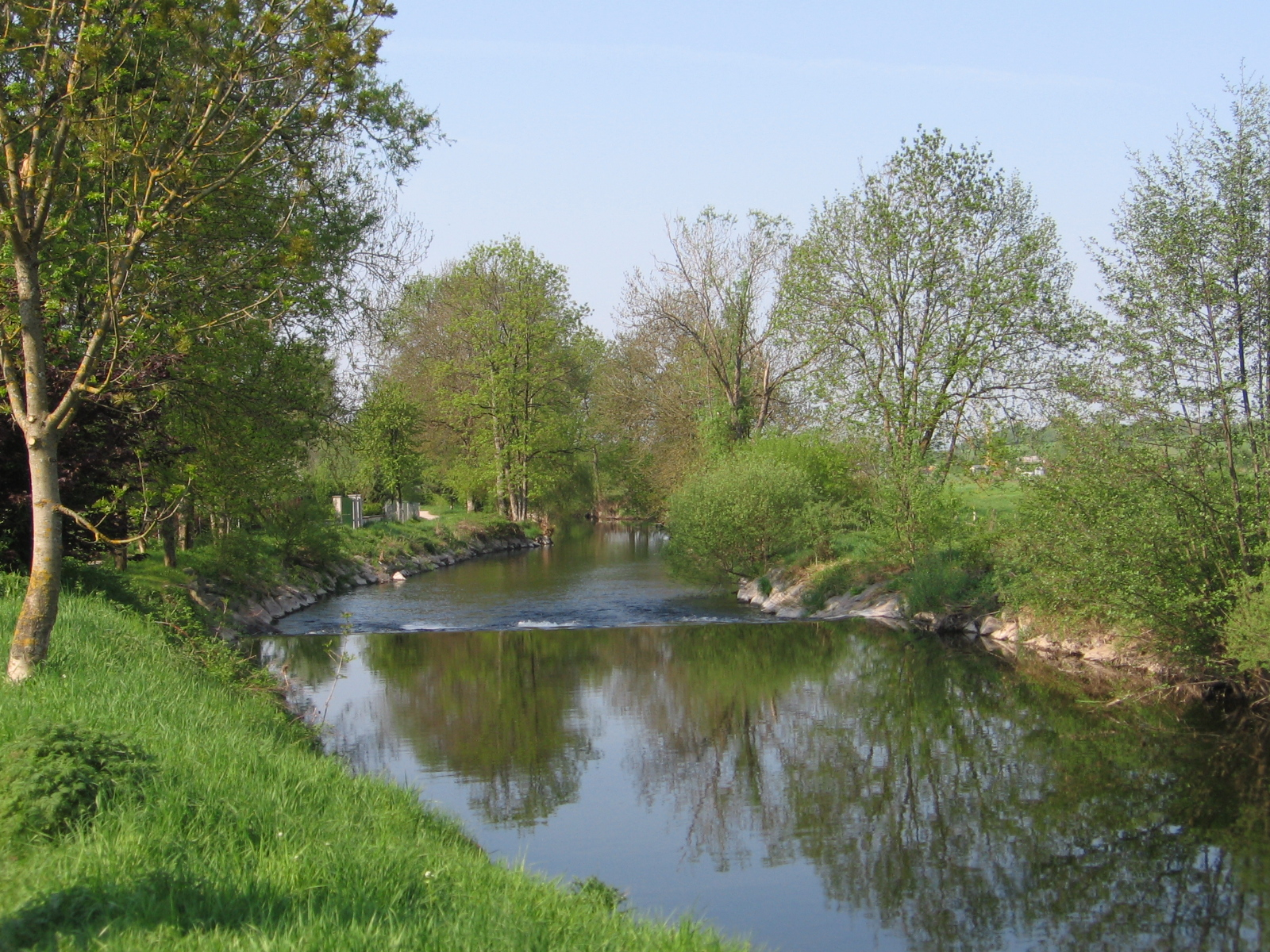
L'Ognon près de Lure.

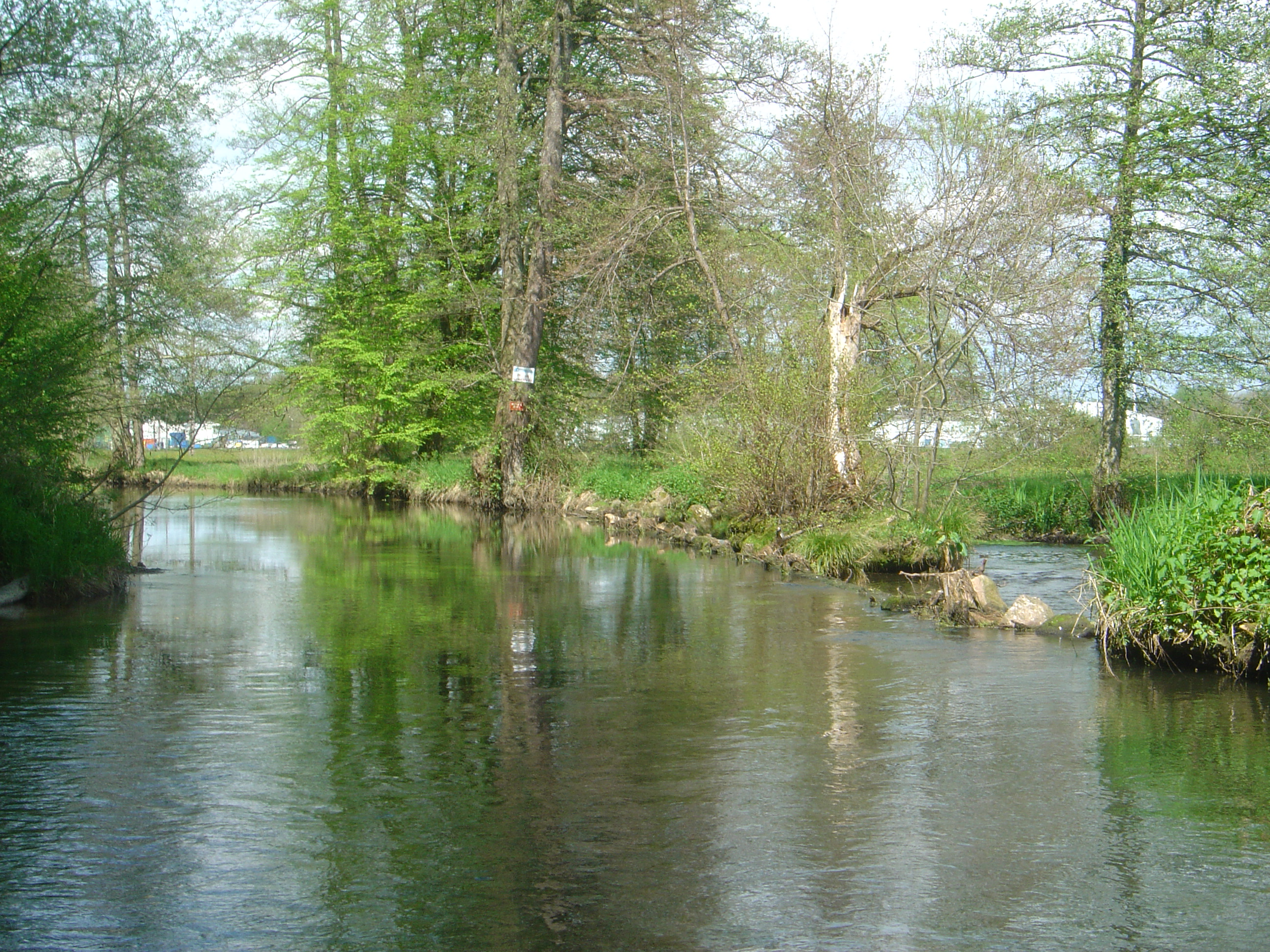
Barrage sur la Reigne à Vy-lès-Lure.

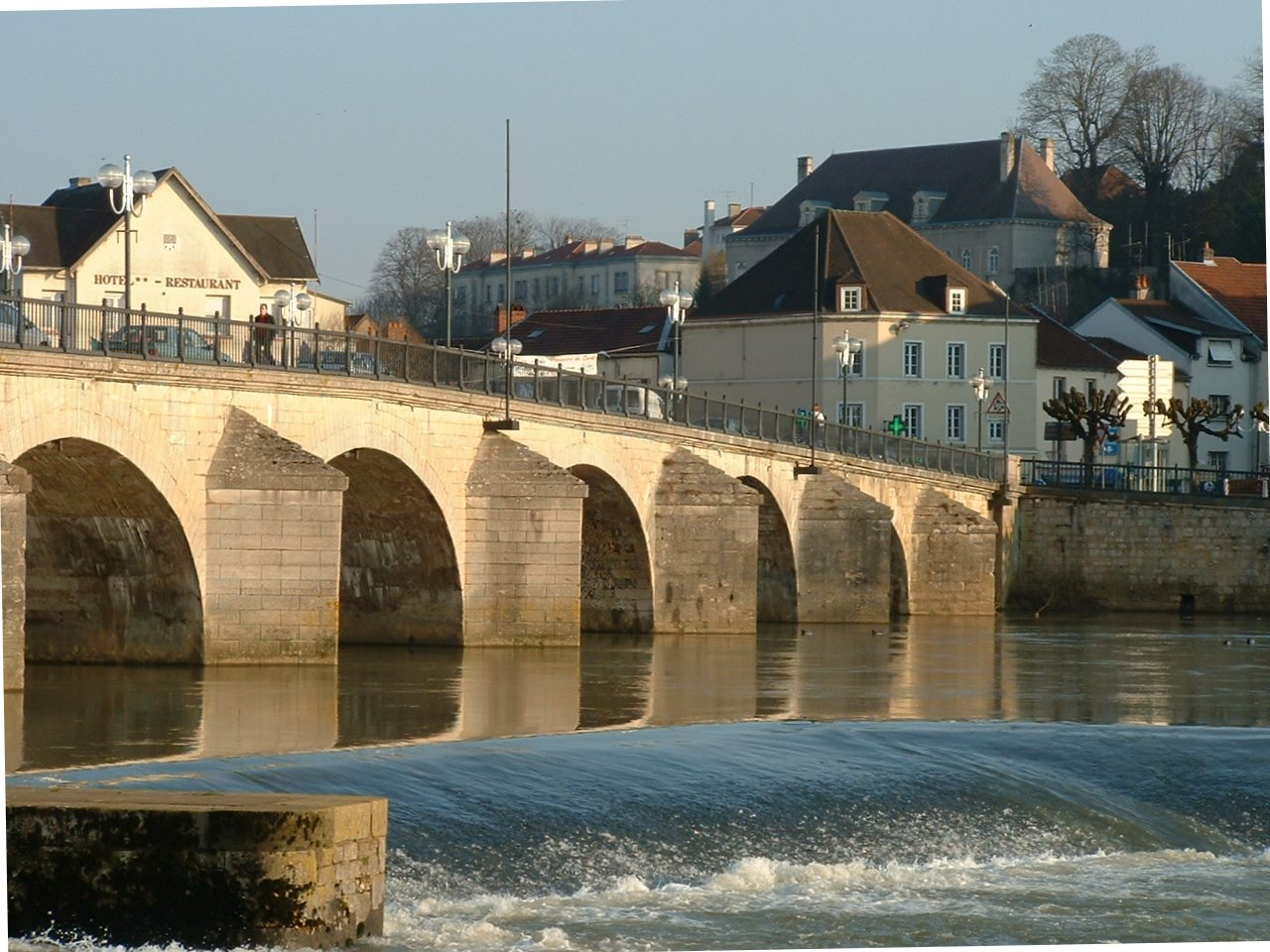
Pont sur la Saône à Gray.

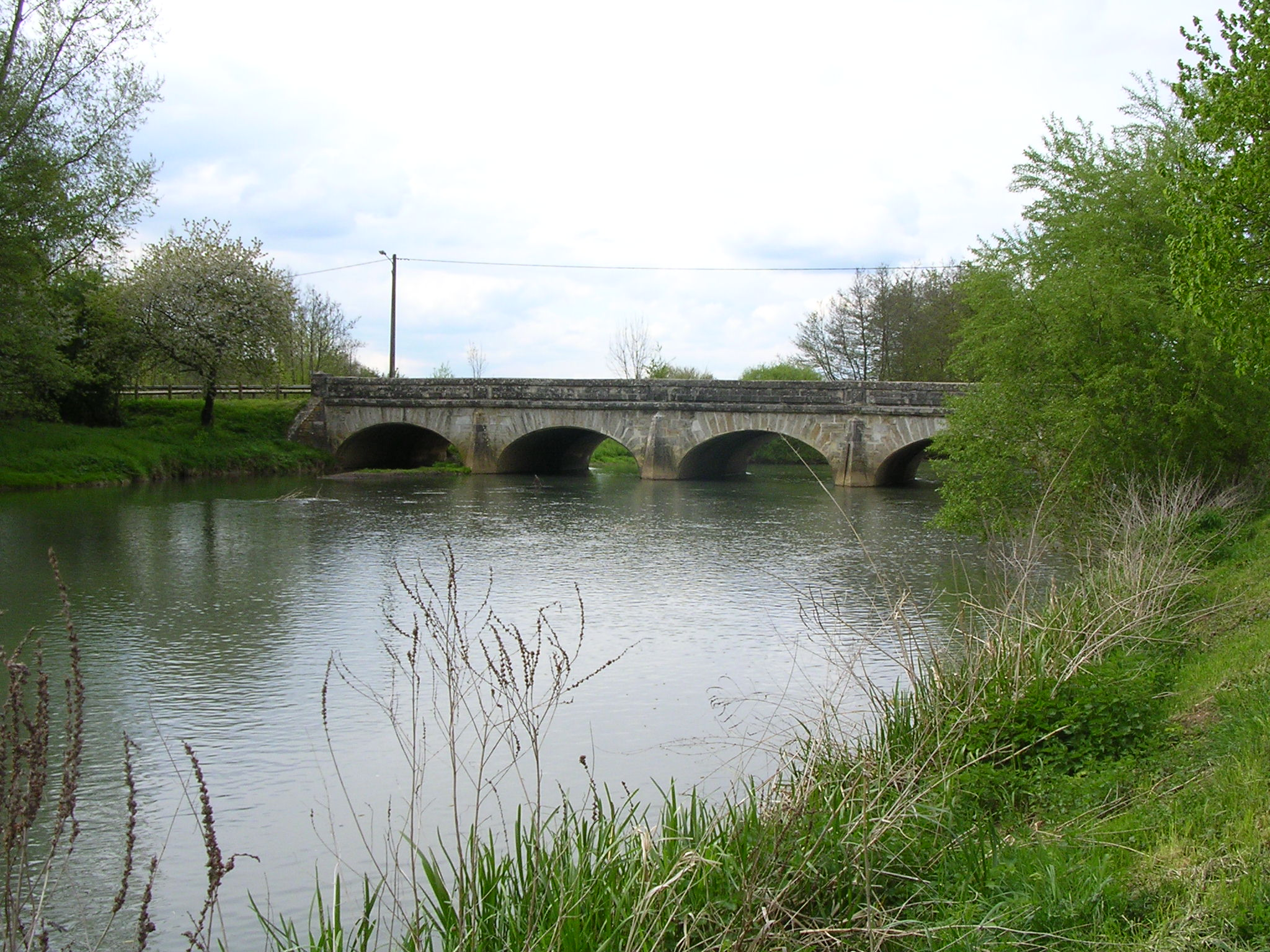
La Vingeanne à Renève (Côte-d'Or).

- Amance[S 1], Anthon[note 1], Augronne[S 2]
- Bâtard[S 3], Beuletin[S 4], Breuchin[S 5], Buthiers[S 6]
- Cabri[S 7], Colombine (Morte)[S 8], Colombine (rivière)[S 9], Combeauté[S 10], Côney[S 11]
- Dhuys[S 12], Douce[S 13], Doue de l'eau[S 14], Dournon[note 1], Durgeon[S 15]
- Écoulottes[S 16]
- Fau[S 17], Filaine[S 18]
- Gourgeonne[S 19], ruisseau de la Gueuse[S 20]
- Jouanne[S 21]
- Lanterne[S 22], Lauzin[S 23], Linotte[S 24], Lizaine[S 25]
- Méline[S 26], Molerupt[S 27], Morbief[S 28], Morthe[S 29]
- Ognon[S 30], Ougeotte[S 31]
- Petite-Amance[S 32], Petite Morte[S 33], Planey[S 34]
- Quenoche[S 35]
- Raddon de Fresse[S 36], Raddon de Saint-Bresson[S 37], Rahin[S 38], Reigne[S 39], Rèsie[S 40], Rigotte[S 41], Rôge[S 42], Rognon[S 43], Romaine[S 44], Ruisseau de l'Allée Verte[S 45], Ruisseau de la Vannoise[S 46], Ruisseau des Ermites[S 47], Ruisseau des Sept Fontaines[S 48], Ruisseau du Ballon[S 49], Ruisseau de Peute-Vue[S 50]
- Salon[S 51], Saône[S 52], Scey[S 53], Semouse[S 54], Sorlière[S 55], Superbe[S 56]
- Tenise[S 57], Tounolle[S 45]
- Vannon[S 58], Vaugine[S 59], Rivière Vieille[S 60], Vieille (Saône)[S 61], Vieilles-Granges[note 1], Vingeanne[S 62]

## Classement par fleuve et bassin versant
Les cours d'eau de la Haute-Saône dépendant tous du bassin versant du Rhône par l'intermédiaire de la Saône.
- La Saône, 473,4 km[S 52]
  - l'Amance, 46,3 km[S 1]
    - la Petite-Amance, 19,1 km[S 32]
    - le ruisseau de la Gueuse, 7,4 km[S 20]
      - le Molerupt, 7,2 km[S 27]

  - le Côney ou Coney, 55,2 km[S 11]
  - le Doubs, 452,8 km[S 63]
    - l'Allan, 58,3 km[S 64]
      - la Savoureuse, 41,2 km[S 65]
        - la Douce, 12,4 km[S 13]

    - la Lizaine, 31,4 km[S 25]

  - le Durgeon, 42,4 km[S 15]
    - Le Bâtard, 15,1 km[S 3]
    - La Colombine, 31,2 km[S 9]
      - la Méline, 3,4 km[S 26]

    - La Rivière de Vaugine, 9,2 km[S 59]

  - le Ruisseau des Écoulottes, 15,7 km[S 16]
  - la Gourgeonne, 27 km[S 19]
    - la Sorlière, 12,6 km[S 55]

  - la Lanterne, 64,3 km[S 22]
    - le Breuchin, 44,2 km[S 5]
      - le Beuletin, 15,5 km[S 4]
      - le Morbief, 10,5 km[S 28]
      - le Raddon de Saint-Bresson, 10,2 km[S 37]

    - la Rôge, 21,7 km[S 42]
    - la Semouse, 41 km[S 54]
      - l'Augronne, 28,5 km[S 2]
      - la Combeauté, 37 km[S 10]
      - le Planey, 6,7 km[S 34]

  - la Morthe ou Morte, 24 km[S 29]
    - Le Cabri, 14,8 km[S 7]
      - La Petite Morte, 12,3 km[S 33]

    - La Colombine, 10,6 km[S 8]
    - la Dhuys, 8,3 km[S 12]

  - l'Ognon, 214,2 km[S 30]
    - le Ruisseau du Ballon, 7,8 km[S 49]
    - la Buthiers, 13,1 km[S 6]
      - le Ruisseau des Ermites, 1,6 km[S 47]

    - la Doue de l'eau, 10,3 km[S 14]
    - le Lauzin, 18,5 km[S 23]
    - la Linotte, 17,5 km[S 24]
      - la Filaine, 5,2 km[S 18]
      - la Quenoche, 11 km[S 35]

    - le ruisseau de Peute-Vue, 10,1 km[S 50]
    - Le Raddon de Fresse, 10,6 km[S 36]
    - le Rahin, 50,5 km[S 38]
    - La Reigne, 5,9 km[S 39]
    - la Rèsie, 14,5 km[S 40]
    - Le Rognon, 18,8 km[S 43]
      - Le Fau, 10,4 km[S 17]
      - Le Scey, 20,4 km[S 53]

    - la Tounolle ou ruisseau de l'Allée Verte, 14 km[S 45]
      - le Ruisseau des Sept Fontaines, 2,5 km[S 48]

    - le Ruisseau de la Vannoise, 8,9 km[S 46]

  - l'Ougeotte, 27,3 km[S 31]
  - la Rigotte, 10,7 km[S 41]
  - la Romaine, 25,4 km[S 44]
    - la Jouanne, 11,2 km[S 21]

  - le Salon, 71,6 km[S 51]
  - la Superbe, 25 km[S 56]
    - la Rivière Vieille, 3,9 km[S 60]

  - la Tenise, 18,5 km[S 57]
  - le Vannon, 19,6 km[S 58]
    - la Vieille (Saône), 3,7 km[S 61]

  - la Vingeanne, 93,3 km[S 62]

## Hydrologie
- L'Amance à Raincourt[BH 1]
- Le Batard à Villeparois[BH 2]
- Le Breuchin à 
  - La Proiselière-et-Langle[BH 3], Froideconche[BH 4], Breuches[BH 5]
- La Colombine à Frotey-lès-Vesoul[BH 6]
- Le Durgeon à :
  - Colombier[BH 7], Chariez[BH 8], Pontcey[BH 9]

- La Font de Champdamoy à Quincey[BH 10]
- La Gourgeonne à Tincey-et-Pontrebeau[BH 11]
- La Lanterne à 
  - Briaucourt[BH 12], Fleurey-lès-Faverney[BH 13]
- La Lizaine à Héricourt[BH 14]
- La Morthe à Saint-Broing[BH 15]
- L'Ognon à : 
  - Servance (Fourguenons)[BH 16], Vouhenans[BH 17], Montessaux[BH 18], Chassey-lès-Montbozon (Bonnat)[BH 19], Pin[BH 20], Pesmes[BH 21]
- Le Planey (source) à : 
  - Anjeux (amont)[BH 22], Anjeux (Le Triquet)[BH 23]
- Le Rahin à :
  - Plancher-Bas[BH 24], Champagney (Plancher Bas, Monument)[BH 25], Val-de-Gouhenans[BH 26]
- La Romaine à : 
  - Maizières[BH 27], Fresne-Saint-Mamès[BH 28], Maizières[BH 29]
- Le Salon à Denèvre[BH 30]
- La Saône à : 
  - Scey-sur-Saône-et-Saint-Albin (Saint-Albin)[BH 31], Ray-sur-Saône[BH 32], Gray[BH 33], Cendrecourt[BH 34]

- Le Scey à Beveuge[BH 35]

- Le Semouse à Saint-Loup-sur-Semouse[BH 36]
- La source de Maison-Rouge à Auvet-et-la-Chapelotte[BH 37]

## Organisme de bassinou organisme gestionnaire
L'EPTB Saône Doubs est le gestionnaire officiel du bassin versant de la Saône, et intervient à ce titre dans dix départements  cinq régions françaises et deux cantons suisses